# اونتسنبرگ
اونتسنبرگ (به آلمانی: Unzenberg) یک شهر در آلمان است که در راین-هونسروک واقع شده‌است. اونتسنبرگ ۴۴۶ نفر جمعیت دارد.